# Paweł Pitera
Paweł Pitera (ur. 15 lutego 1952 w Warszawie) – polski reżyser filmów fabularnych i dokumentalnych, scenarzysta i tłumacz.

## Życiorys
Absolwent Wydziału Filologii Polskiej Uniwersytetu Warszawskiego (dyplom 1976) oraz Wydziału Reżyserii Państwowej Wyższej Szkoły Filmowej Telewizyjnej i Teatralnej im. Leona Schillera w Łodzi (dyplom 1980).
Wielokrotnie pracował w teatrze, reżyserując głównie komedie i farsy, na deskach takich scen jak Teatr Wybrzeże w Gdańsku (1987-1989), Teatr im. Wandy Siemaszkowej w Rzeszowie (2002-2003), Teatr Muzyczny w Poznaniu (2003, 2007), Teatr Polski w Poznaniu (1999), Teatr im. Wojciecha Bogusławskiego w Kaliszu (2003, 2005), Teatr im. Stefana Jaracza w Olsztynie (2004), Teatr Nowy im. Kazimierza Dejmka w Łodzi (2011), Teatr Zagłębia w Sosnowcu (2009) i Teatr Bagatela im. Tadeusza Boya-Żeleńskiego w Krakowie (2007, 2011–2013).
Reżyser filmów dokumentalnych, seriali telewizyjnych i pełnometrażowych filmów telewizyjnych spośród których najbardziej znanymi są Szkatułka z Hongkongu (1983), Na kłopoty... Bednarski (1986), Powrót do Polski (1988) oraz Świadectwo (2008). Reżyserował również programy telewizyjne, publicystyczne, muzyczne i edukacyjne.
Był stypendystą National Forum Foundation, założonej przez Ronalda Reagana.

## Życie prywatne
Syn krytyka filmowego Zbigniewa Pitery (1918-2014) i Ireny z domu Pałygiewicz (1925-2020).
Mąż polityk Julii Pitery. Małżeństwo ma syna Jakuba.

## Filmografia

### Filmy fabularne
- 1995 - Odjazd (serial tv) Obsada aktorska (lekarz),
- 1992 - Łza księcia ciemności Scenariusz-nowela,
- 1990 - W środku Europy Obsada aktorska (nauczyciel),
- 1988 - Powrót do Polski, Reżyseria
- 1987 - Kocham kino Obsada aktorska (naczelnik miasta),
- 1986 - Na kłopoty... Bednarski (serial TV), Reżyseria,
- 1983 - Szkatułka z Hongkongu, Reżyseria,
- 1983 - Sen o Violetcie w Sny i marzenia Reżyseria, Scenariusz,
- 1982 - Prawo jest prawem Współpraca reżyserska,
- 1981 - Był Jazz Reżyser II,
- 1974 - Urodziny Matyldy Współpraca reżyserska,
- 1973 - Nie będę cię kochać Współpraca reżyserska,

### Filmy dokumentalne
- 2017 – Habit i zbroja Reżyser, Scenarzysta,
- 2008 – Zapomniane powstanie Konsultant,
- 2008 – Świadectwo Reżyser, Scenarzysta,
- 2006 – Tajemnice Watykanu Reżyser, Scenarzysta,
- 2003 – Nie lękajcie się Realizator, Scenarzysta,
- 2000 – Watykan Jana Pawła II Realizator, Scenarzysta,
- 1999 – Papież Jan Paweł II i jego przyjaciel Realizator, Scenarzysta,
- 1999 – Historia ubezpieczeń Reżyser, Scenarzysta,
- 1997 – Ach, te okienka Reżyser,
- 1996–1998 – Maciek, rower i ekonomia Reżyser, Scenarzysta,
- 1993–1994 – Komputerowa szkoła Marka Peryta Reżyser,
- 1980 – Statek Reżyser,
- 1979 – To także Berlin West, Realizator

### Etiudy szkolne PWSFTviT
- 1979 - Postiv Reżyser,
- 1979 - Niedziela Współpraca reżyserska,
- 1979 - Ceremonał Reżyser,
- 1978 - Spotkałem kiedyś szczęśliwych Tatarów... Reżyser,
- 1978 - Kocham Johny'ego Travoltę Scenarzysta, Dźwięk,
- 1977 - Lustro Reżyser,
- 1977 - Jestem zwykłym pracownikiem Reżyseria,

## Nagrody filmowe
- 1984 - Sny i marzenia - Avellino (Międzynarodowy Festiwal Filmu Neorealistycznego), II Nagroda,
- 2004 - Nie lękajcie się - Niepokalanów (Międzynarodowy Festiwal Filmów Katolickich) I Nagroda w kategorii filmu dokumentalnego,
- 2008 - Świadectwo - Nagroda Stowarzyszenia „Kina Polskie” Platynowy Bilet,